# Wyssoka Pitsch
Wyssoka Pitsch (ukrainisch Висока Піч; russisch Высокая Печь Wyssokaja Petsch) ist ein Dorf in der ukrainischen Oblast Schytomyr mit etwa 2100 Einwohnern (2004).
Die Ortschaft liegt am Ufer des Teteriw etwa 30 km westlich vom Oblastzentrum Schytomyr.
Im Dorf trifft die Territorialstraße T–06–01 auf die Fernstraße N 03.
Am 12. Juni 2020 wurde das Dorf ein Teil der Landgemeinde Teteriwka, bis dahin bildete es zusammen mit den Dörfern Rudnja-Poschta (Рудня-Пошта), Pokostiwka (Покостівка) und Staroschyjka (Старошийка) die gleichnamige Landratsgemeinde Wyssoka Pitsch (Левківська сільська рада/Lewkiwska silska rada) im Westen des Rajons Schytomyr.